# Österunda socken
Österunda socken i Uppland ingick i Torstuna härad, ingår sedan 1971 i Enköpings kommun i Uppsala län och motsvarar från 2016 Österunda distrikt.
Socknens areal är 55,16 kvadratkilometer, varav 53,75 land. År 2000 fanns här 372 invånare. Kyrkbyn Brunnsta (Österunda) med sockenkyrkan Österunda kyrka ligger i socknen. 

## Administrativ historik
Österunda socken omtalas första gången i skriftliga handlingar 1302 ('Deinde Østrundir').
Vid kommunreformen 1862 övergick socknens ansvar för de kyrkliga frågorna till Österunda församling och för de borgerliga frågorna till Österunda landskommun. Landskommunens inkorporerades 1952 i Fjärdhundra landskommun som 1971 uppgick i Enköpings kommun då området också överfördes från Västmanlands län till Uppsala län.  Församlingen uppgick 2006 i Fjärdhundra församling.
1 januari 2016 inrättades distriktet Österunda, med samma omfattning som församlingen hade 1999/2000.  
Socknen har tillhört län, fögderier, tingslag och domsagor enligt vad som beskrivs i artikeln Torstuna härad.  De indelta soldaterna tillhörde Västmanlands regemente, Salbergs kompani och Livregementets grenadjärkår, Östra Västmanlands kompani.

## Geografi
Österunda socken ligger norr om Enköping kring Skattmansöån i sydväst. Socknen har dalgångsbygd norr om ån och är i övrigt en småkuperad skogsbygd.
I sydväst ligger Skattmansöådalens fritidsområde och naturreservat.

## Fornlämningar
Från stenåldern finns flera boplatser av gropkeramisk typ. Från bronsåldern härrör spridda rösegravar samt skärvstenshögar. Från järnåldern finns tolv gravfält. Tio av dem är av yngre typ. Vid Ryssjön finns rester av en sätesgård, vilken varit befäst. I sydost, öster om Domta, ligger Pukeberget med Pukebergsgrottan, i vilken man på 1930-talet anträffade en pilspets och en hästtand från bronsåldern.

## Namnet
Namnet (1329 Østrundum) kan i efterleden innehålla ett namn, Rund på bergåsen som ligger mellan ådalen och kyrkan. Rund förekommer som namn på flera platser i Sverige och Norge syftande på kraftiga sluttningar eller ett framskjutet läge i terrängen. Förleden skulle då tolkas som att kyrkan ligger öster om denna ås.